# Castello di Elbasan
Il castello di Elbasan (in albanese Kalaja e Elbasanit), noto storicamente come castello di Skampa o Skampis o semplicemente come Kala, è una fortezza sita a Elbasan, in Albania, che si è sviluppata nel corso dei secoli fino a diventare un quartiere a sé stante.
L'area del castello è tutelata come monumento culturale di prima categoria dal 1948 ed è considerata un quartiere museo.

## Storia
Già tra il I e il II secolo viene segnalata una stazione militare lungo la via Egnatia, probabilmente un castrum romano, corrispondente al centro abitato di Skampis (indicato anche come Skampa, Hiskampis o Mansio). La fortezza assunse certamente una maggior importanza tra il III e il IV secolo sotto l'imperatore Diocleziano. Durante le incursioni barbariche nei Balcani, la fortezza fu distrutta dai Visigoti di Teodorico I nel 479, venendo tuttavia riutilizzata dall'Impero bizantino.
Nel 1466 il sultano Maometto II fece ricostruire il castello come base d'appoggio per il secondo assedio di Kruje.

## Descrizione
Il castello in origine era protetto da un'ampia cinta muraria, realizzata nel 1466 e che poggia su un basamento di circa 30 centimetri di origine romana, quest'ultimo realizzato tra il III e il IV secolo in opus mixtum; dello strato romano rimangono quattro filari di laterizi legati con malta su cui si possono notare alcuni interventi di restauro effettuati in epoca bizantina. Sulle mura, spesse fino a 3 metri, erano posizionate in totale 26 torri, alte circa 9 metri, e tre porte cittadine.
Attraverso il castello passa un tratto della via Egnatia, a distanza di pochi chilometri dalla confluenza dei due rami provenienti da Durazzo e Apollonia, che ha costituito il decumano dell'impianto urbanistico originario romano.
All'interno del castello si trovano, a poca distanza, la chiesa di Santa Maria e la moschea del Re mentre appena fuori le mura è sorta nel XX secolo la chiesa di San Pietro. Sempre nel perimetro del castello si trovano la casa natale di Lef Nosi oltre che il bagno turco di Sinan Pascià.